# メールス
メールス(ドイツ語: Moers、ドイツ語発音: [ˈmœʁs] ( 音声ファイル)、旧オランダ語: Murse、Murs、Meurs)は、ドイツ連邦共和国ノルトライン＝ヴェストファーレン州デュッセルドルフ行政管区ヴェ―ゼル郡に位置する都市。かつてはMörsと綴られた。

## 歴史
メールスの歴史は古く、1186年には神聖ローマ帝国の独立した公国として成立していた。
八十年戦争では、ゲルデルン公領の北部1/4に接していたこともありスペイン帝国軍とネーデルラント軍に相次いで占領された。1597年にはオラニエ公マウリッツ率いるネーデルラント軍とスペイン帝国軍がメールスで包囲戦を展開している。ネーデルラント連邦共和国独立の際、メールスはゲルデルン公領の北部1/4に位置していたことから連邦共和国から切り離され、スペイン領ネーデルラントの下に入った。しかし、共和国には組み込まれていないにもかかわらず、ネーデルラント軍の駐留を受けている。
1702年にオラニエ公ウィレム3世が死去すると、メールスはプロイセン王国の支配下に入り、同時に駐留していたネーデルラント軍は全て追い出された。1795年にはフランス革命の余波を受けフランスの領土となった。その後1815年のウィーン会議でプロイセン王国へ返還されている。1871年にはドイツ帝国領となった。
第二次世界大戦では石油工場があった関係で連合国の爆撃にさらされている。

## ギャラリー

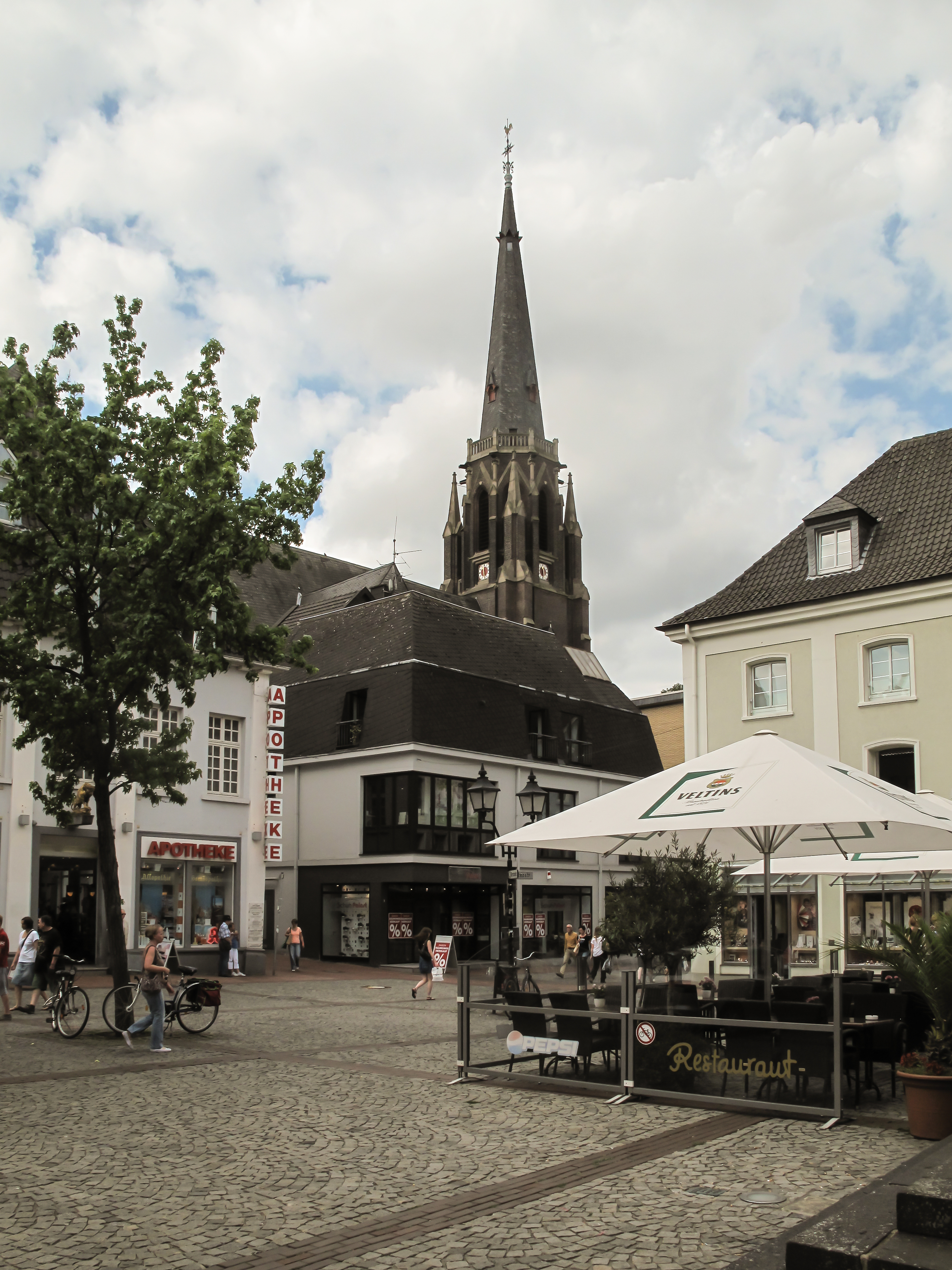
メールスの教会
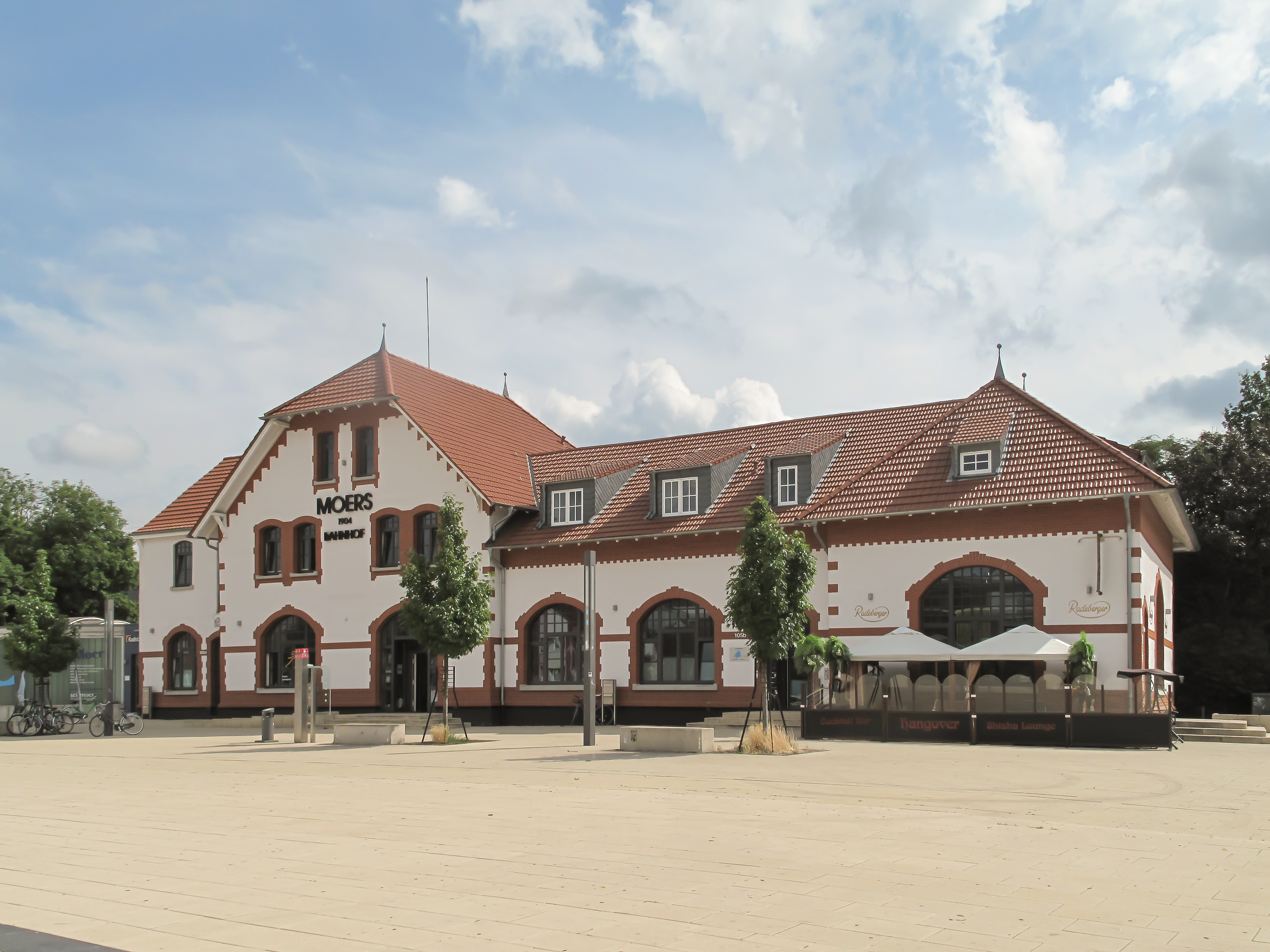
駅舎
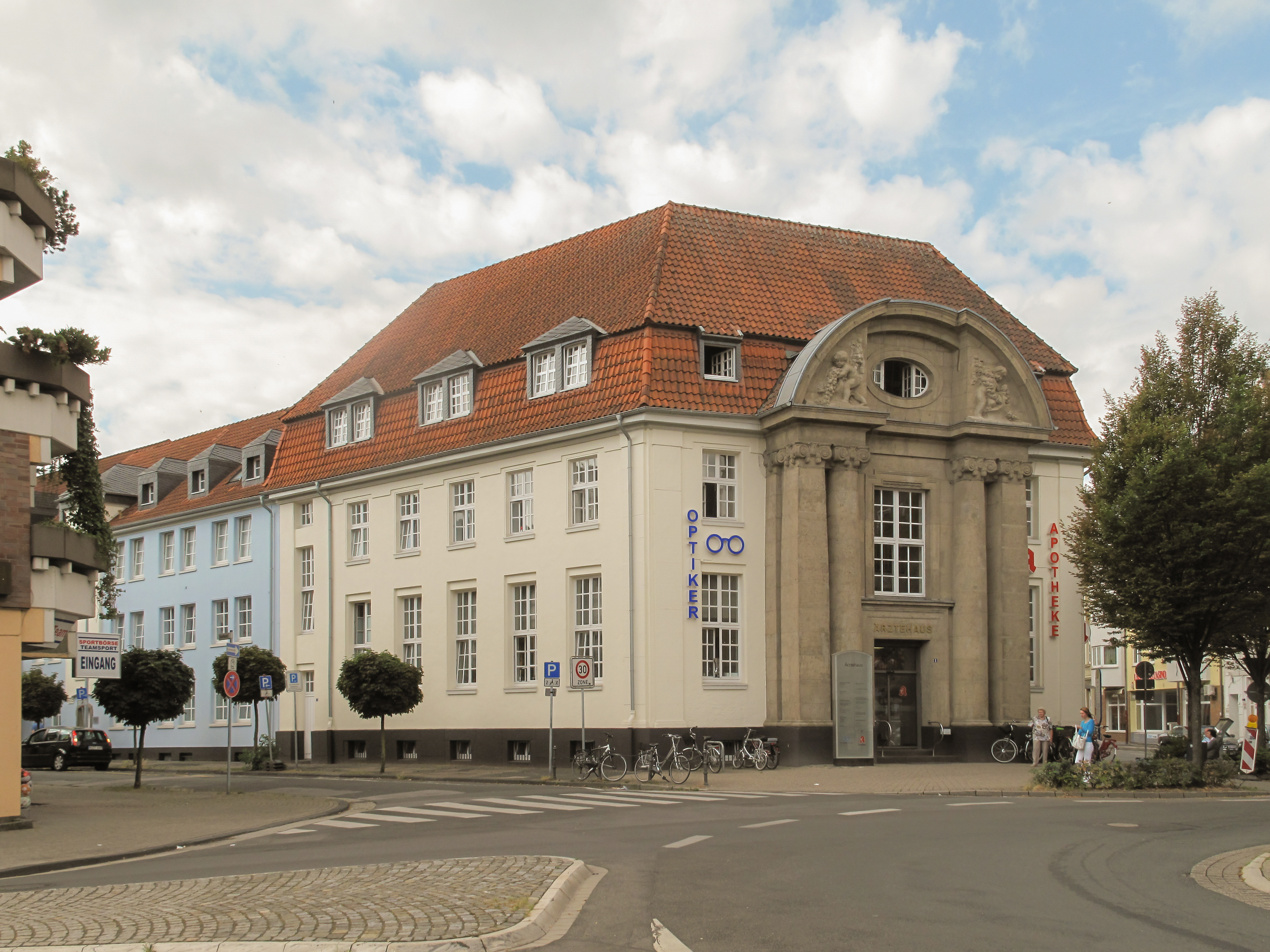
診療所
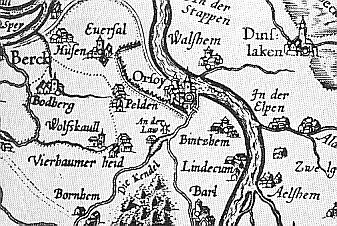
メールスの地図 (1591年)

## スポーツ
1985年にバレーボールの競技チームが結成され、1989年のブンデスリーガでは優勝している。

## メールス出身の人物
- ステファン・パスラック（英語版） - 元プロサッカー選手
- ハンス・ダンマース - エースパイロット
- カーチャ・ナス（英語版） - フェンシング選手
- ゲルハルト・テルシュテーゲン（英語版） - 敬虔主義者、詩人
- ゲオルク・ペルテス（英語版） - 外科医、放射線科医
- ヴァルター・ニーハウス（英語版） - チェロ奏者
- ハンス・ディーター・ヒュッシュ（英語版） - コメディアン、作家
- フーベルト・ハーネ（英語版） - レーシングドライバー
- ユルゲン・レン（英語版） - 物理学者
- イェルク・ファン・オンメン（英語版） - レーシングドライバー

## 姉妹都市
1966年  メゾン＝アルフォール

1974年  バポーム

1980年  ノーズリー

1987年  ラムラ

1989年  ラ・トリニダー

1990年  ゼーロウ